# Pseudotriton ruber
La salamandra roja (Pseudotriton ruber) es una especie de salamandra de la familia Plethodontidae.
Es endémica de los Estados Unidos de América. Se distribuye en el lado atlántico del país, aunque está ausente en gran parte de la costa. 
Sus hábitats naturales son los bosques temperados, montes de matorrales, ríos, y manantiales de agua dulce. Se encuentran siempre cerca del agua, en la hojarasca o debajo de rocas. Pone sus huevos pegados a rocas en el agua.
Tiene 4 subespecies reconocidas.